# Repolles
Repolles es una entidad singular de población, con la categoría histórica de aldea, perteneciente al concejo de Pravia, en el Principado de Asturias (España). Se enmarca dentro de la parroquia de Corias. Alberga una población de 44 habitantes (INE 2009) y está situado en la margen izquierda de los valles bajos del río Narcea.
La principal vía de comunicación es la carretera AS-16, que posee un enlace en Repolles con la AS-347.
Repolles celebra la festividad de La Magdalena.

Cabe destacar que, anteriormente, Repolles se enmarcaba dentro de la extinta parroquia de Luerces, que fue integrada en la de Corias. Así, Pascual Madoz escribía en su diccionario de 1849, lo siguiente:

REPOLLES: lugar en la provincia de Oviedo, ayuntamiento de Pravia y feligresía de San Miguel de Luerces; SITUACIÓN: en la vega de su nombre a la izquierda del río Narcea al pie de la altura que desde Corias sigue hasta Cornellana continuando hasta el extremo de la sierra de Sandamías; pasa por este lugar el CAMINO que desde Pravia se dirige a Cornellana y concejo de Miranda; su TERRENO es tenaz y muy fértil. PRODUCCIÓN: maíz, habas, trigo, patatas, avellanas, nueces, castañas, lino, escanda y demás frutos. POBLACIÓN: 20 vecinos, 400 almas.
Diccionario geográfico-estadístico-histórico de España y sus posesiones de Ultramar. Pascual Madoz. Año 1849.